# Sociedade Esportiva do Gama
Maillots
Actualités
Dernière mise à jour : 19 avril 2020.
La Sociedade Esportiva do Gama est un club brésilien de football basé à Gama.

## Historique
- 1975 : fondation du club

## Palmarès
| Compétitions nationales | Compétitions régionales |
| --- | --- |
| - Championnat du Brésil de deuxième division (1) : - Champion : 1998 - Championnat du Brésil de troisième division : - Vice-champion : 2004 | - Championnat de Brasilia (13) : - Champion : 1979, 1990, 1994, 1995, 1997, 1998, 1999, 2000, 2001, 2003, 2015, 2019 et 2020 - Vice-champion : 1980, 1993, 1996, 2002, 2004, 2006 et 2011 - Tournoi Centro-Oeste (pt) (1) : - Vainqueur : 1981 - Copa Centro-Oeste (pt) : - Finaliste : 2002 - Copa Verde : - Finaliste : 2016 |